# Аламо-Гайтс (Техас)
Аламо-Гайтс (англ. Alamo Heights) — місто (англ. city) в США, в окрузі Беар штату Техас. Населення — 7357 осіб (2020).

## Географія
Аламо-Гайтс розташоване за координатами 29°28′59″ пн. ш. 98°28′3″ зх. д. / 29.48306° пн. ш. 98.46750° зх. д. (29.482986, -98.467405).  За даними Бюро перепису населення США в 2010 році місто мало площу 4,77 км², з яких 4,77 км² — суходіл та 0,00 км² — водойми.

## Демографія
Згідно з переписом 2010 року, у місті мешкала 7031 особа в 2993 домогосподарствах у складі 1797 родин. Густота населення становила 1474 особи/км².  Було 3367 помешкань (706/км²).
Расовий склад населення:
| - 94,4 % — білих - 1,4 % — азіатів - 0,7 % — чорних або афроамериканців - 0,4 % — корінних американців - 1,6 % — осіб інших рас |

До двох чи більше рас належало 1,5 %. Частка іспаномовних становила 16,3 % від усіх жителів.
За віковим діапазоном населення розподілялося таким чином: 22,8 % — особи молодші 18 років, 59,0 % — особи у віці 18—64 років, 18,2 % — особи у віці 65 років та старші. Медіана віку мешканця становила 44,0 року. На 100 осіб жіночої статі у місті припадало 85,4 чоловіків;  на 100 жінок у віці від 18 років та старших — 81,4 чоловіків також старших 18 років.
Середній дохід на одне домашнє господарство  становив 172 112 долари США (медіана — 121 086), а середній дохід на одну сім'ю — 204 615 доларів (медіана — 151 806). Медіана доходів становила 103 726 доларів для чоловіків та 76 844 долари для жінок. За межею бідності перебувало 5,3 % осіб, у тому числі 5,4 % дітей у віці до 18 років та 4,3 % осіб у віці 65 років та старших.
Цивільне працевлаштоване населення становило 3663 особи. Основні галузі зайнятості: освіта, охорона здоров'я та соціальна допомога — 26,8 %, науковці, спеціалісти, менеджери — 19,5 %, фінанси, страхування та нерухомість — 14,9 %.